# Особисте — це політичне

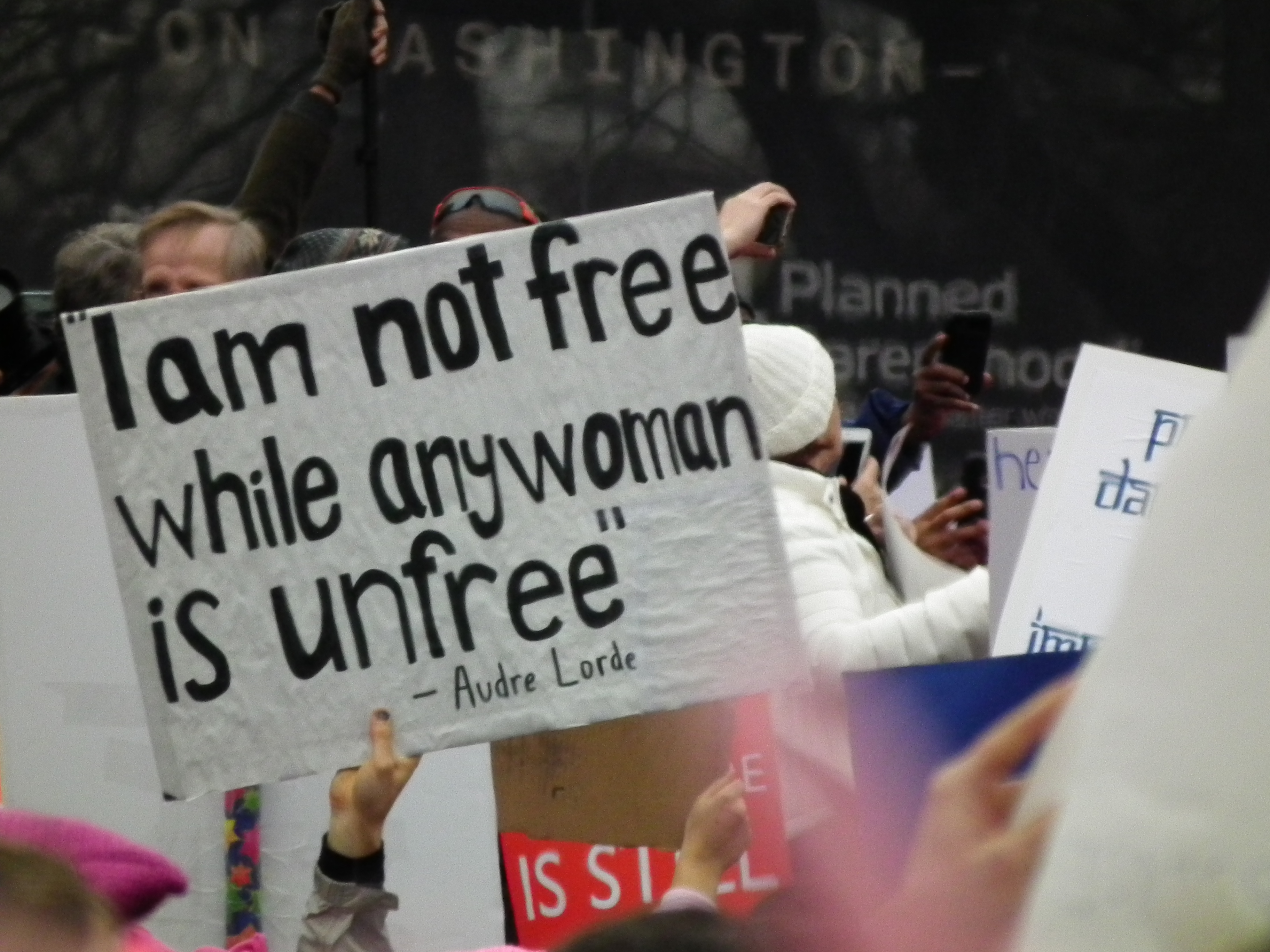
Я не вільна, поки будь-яка жінка невільна (Одрі Лорд). Жіночий Марш, Вашингтон, 2017

«Особи́сте — це політи́чне», також «Прива́тне — це політи́чне» (англ. The Personal is Political) — політична теза, що використовувалась як об'єднавче гасло студентського руху і другої хвилі фемінізму наприкінці 1960-х років. Воно підкреслювало зв'язок між особистим досвідом і більшими соціальними та політичними структурами. У контексті феміністичного руху 1960-х і 1970-х це був виклик нуклеарній сім'ї та сімейним цінностям. Фраза неодноразово описувалась як визначальна характеристика другої хвилі фемінізму, радикального фемінізму, жіночих досліджень, або фемінізму в цілому. Вона відділила другу хвилю фемінізму 1960-1970-х від раннього фемінізму 1920-х років, зосередженого на забезпеченні права голосу для білих жінок.
Вислів був популяризований виданням есе феміністки Керол Ганіш (Carol Hanisch, 1969) під назвою «Особисте є політичне» в 1970 році , але вона заперечує авторство вислову. Керрі Берч (Kerry Burch), Шуламіт Файєрстоун, Робін Морган та інші феміністки, котрим приписують виникнення гасла, також відмовилися від авторства. «Замість цього», пише Берч, «вони цитують мільйони жінок у публічних і приватних бесідах, як вираз колективного авторства». Глорія Стайнем порівняла присвоєння авторства фрази з прийняттям відповідальності за Другу Світову.
Вислів фігурував у кольоровому фемінізмі, наприклад у «A Black Feminist Statement» Combahee River Collective, есеї Одрі Лорд «The Master's Tools Will Never Dismantle the Master's House», і антології «This Bridge Called My Back: Writings by Radical Women of Color» за редакцією Gloria E. Anzaldúa та Cherríe Moraga. У ширшому сенсі, як зазначає Kimberlé Williams Crenshaw: «Цей процес розпізнавання того, що раніше сприймалось як ізольоване і одиничне, соціальним і системним, також характеризував політики ідентичності афро-американців, інших небілих людей і, серед інших, геїв і лесбійок».

## Есе Керол Ханіш
Керол Ганіш, член New York Radical Women і визначна діячка у Women's Liberation Movement, розробила статтю на захист політичної значущості груп підвищення самосвідомості у лютому 1969 року в Gainesville, штат Флорида. Спочатку адресуючись жінкам з Southern Conference Educational Fund, документ вперше називався «Some Thoughts in Response to Dottie [Zellner]'s Thoughts on a Women's Liberation Movement». Ганіш тоді була нью-йоркською співробітницею Фонду і обстоювала для нього створення спеціальної організації для звільнення жінок на американському Півдні. Ганіш ставила ціллю спростувати ідею, що секс, зовнішній вигляд, аборти, догляд за дітьми і поділ домашньої праці були просто особистими проблемами без політичного значення. Щоб вирішити ці та інші питання, вона закликає жінок подолати самозвинувачення, обговорювати їх ситуації між собою і колективно організовуватися проти чоловічого панування в суспільстві. Ганіш не використовує фразу «особисте — це політичне» в есе, але пише:
Одна з перших речей, які ми виявляємо у цих групах, це що особисті проблеми є політичними проблемами. В цей час немає особистих рішень. Є тільки колективні дії для колективного вирішення.
Есе було опубліковане під заголовком «The Personal Is Political», у Notes from the Second Year: Women's Liberation в 1970. Авторка вважає, що це редакторки книги, Шуламіт Фаєрстоун та Енн Коедт, дали тексту його знаменитий заголовок. Відтоді воно передруковувалось у Radical Feminism: A Documentary Reader.

## Значення
У той час як висловом був підкреслений зв'язок між особистим досвідом жінок і їх підпорядкуванням як жіноцтва, феміністки трактували природу цього зв'язку і бажану форму політичної дії, що випливає з нього, у досить розмаїтих варіаціях.
- Відкриття «приватних» або «соціальних» питань політичного аналізу та дискусії.
- Пояснення системного характеру утиску жінок. Як резюмувала Хайді Хартманн (Heidi Hartmann), «Жіноче невдоволення, як доводять радикальні феміністки, це не невротичний плач дезадаптованих, але відповідь соціальній структурі, в якій над жінками систематично домінують, експлуатують та гноблять».[9]

Paula Rust склала список з тлумачень вислову в феміністських рухах, у тому числі наступні: «особисте відображає політичний статус-кво (і особисте повинно бути розглянуте, щоб дати уявлення про політичне); особисте служить політичному статусу-кво; можна зробити особистий вибір у відповідь або в знак протесту проти політичного статус-кво; …особисті вибори розкривають і відображають особисті переконання (політику); людина повинна зробити особистий вибір, який не узгоджується з її політикою; особисте життя й особисті політики нерозрізнювані».
Пишучи 2006, Ганіш підсумувала: «Як більшість теорії, створеної Pro-Woman Line radical feminists, ці ідеї були переглянуті чи підірвані, або навіть перекинуті з ніг на голову і використані проти їх оригінального радикального смислу.»